# 布加迪Chiron
布加迪Chiron是一款由布加迪汽车股份有限公司所設計的中置引擎的雙門超級跑車，作為布加迪威龍（Bugatti Veyron 16.4）的繼任車型。 首次於2016年3月1日在日內瓦車展公開。

## 命名
布加迪Chiron的名稱是為了紀念曾駕駛布加迪汽車參賽而獲得最多獎項的摩納哥籍賽車手路易斯·凱龍（Louis Chiron）。

## 概要

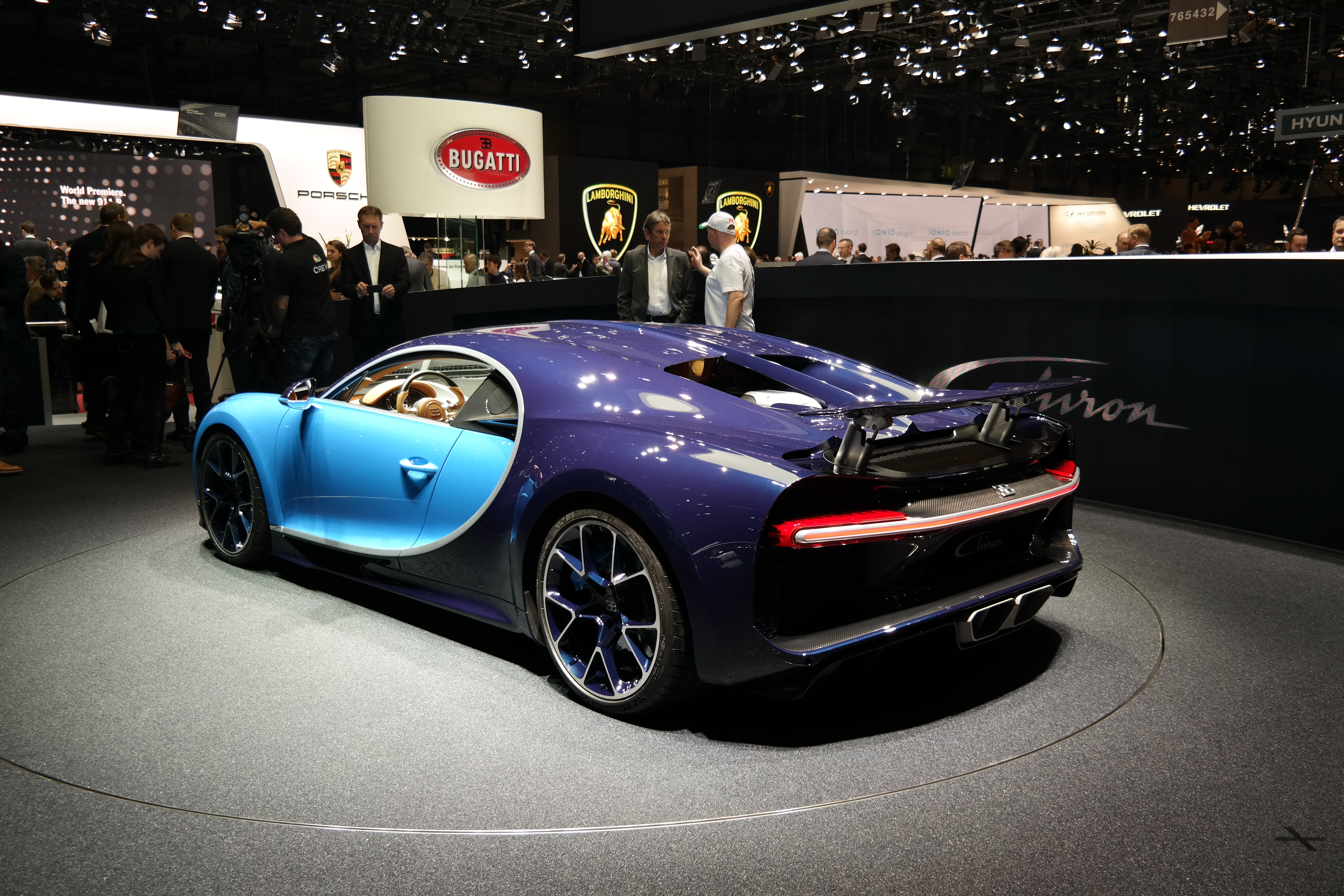
布加迪 Chiron

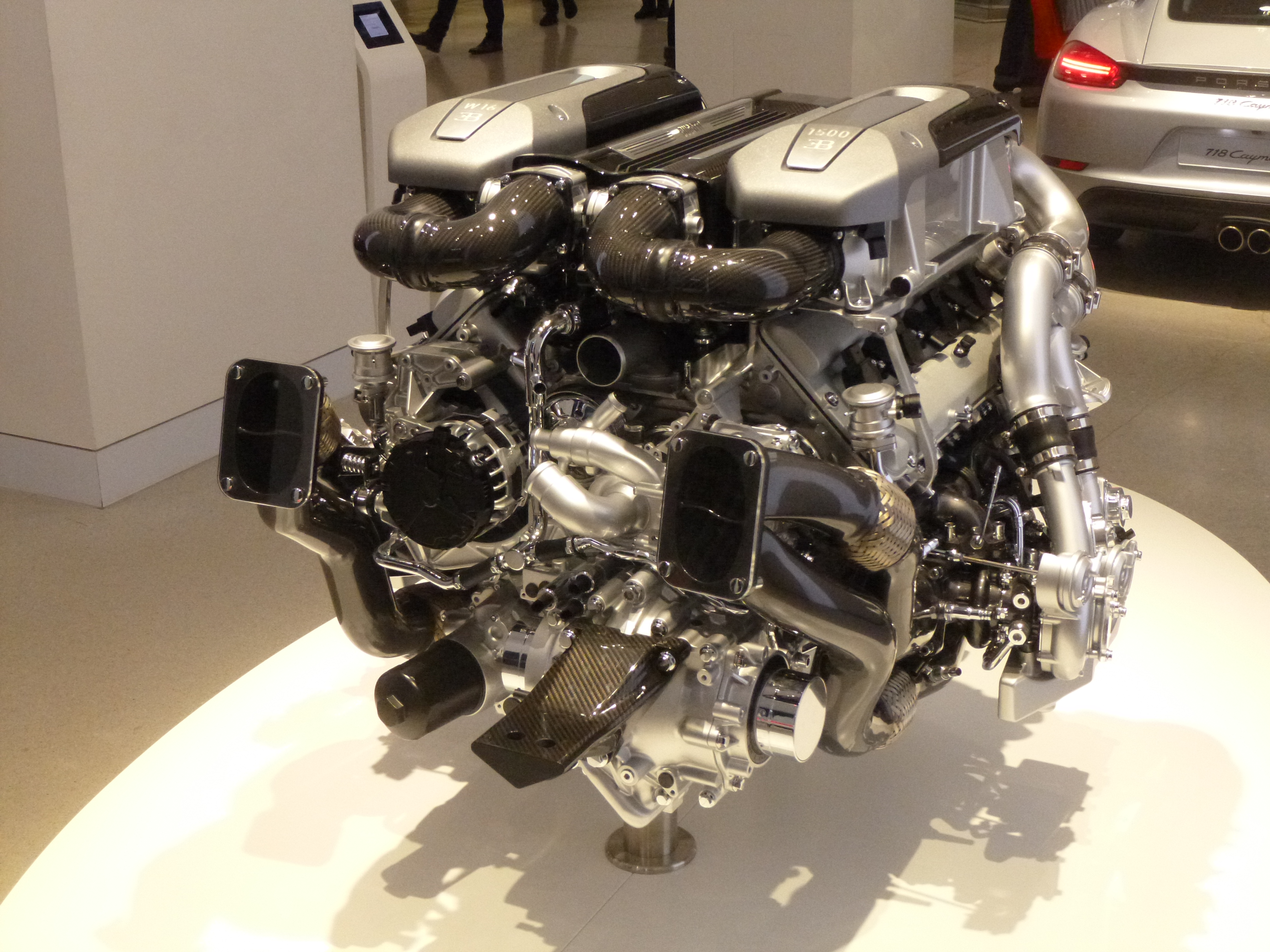
W16 引擎

從布加迪威龍便開始使用的8升W16 engine四渦輪增壓引擎得到大幅度的改進升級，加入了直接燃料噴射，並且其中兩個渦輪增壓器會改由電子控制來降低延遲，Chiron 的引擎在2,000rpm的情況下會有1,479 bhp（1,103 kW）與1,600 N·m（1,180 lb·ft）的扭力，就如同前代的威龍，Chiron車身大量採用碳纖維材質，以及獨立懸吊系統還有四輪驅動。
在加速能力上，Chiron可以在2.4秒內從靜止加速到100Km/h，6.1秒內從靜止加速到200Km/h，13.1秒內從靜止加速到300Km/h。Chiron的電子裝置基於安全原因，將極速限制在420Km/h（261 mph），理論極速約為463Km/h（288 mph）。
正常道路油耗大約20公升每100（5.0每公升），但在極速行駛時Chiron的100公升油箱將會在八分鐘內耗盡，換算油耗為190公升每100（0.53每公升），二氧化碳排放量每公里約4.5公斤。
Chiron預計限量生產500輛，在發表當日已獲得其中170輛的預購。Chiron於2016年後半上市，售價約為兩百四十萬歐元。

## 改款
Chiron Sport
於2018年日內瓦車展發表，作為布加迪Chiron的賽道版，大致上沿襲Bugatti一慣的W16渦輪增壓器。
不過重量方面減輕了18公斤，還採用了較硬的懸架，以提高其轉彎能力，同時保持出色的旅行性能。汽車的方向盤也進行了修改，並引入了扭矩矢量系統，以控制並傳遞動力至每個車輪，從而改善了轉彎時的操縱性。為了使賽車在賽道上保持一定的競爭力，還特別考慮了空氣動力學上的改進。Chiron Sport將於2018年底上市，售價較標準的Chiron高出40萬美元。Chiron sport 的最高時速可達 490 km/h。
2022年4月，布加迪因2017年11月16日生产的2018款Chiron存在前框架支撑螺丝松动问题，发出了工厂召回通知。
110 Ans Bugatti
110 Ans Bugatti於2019年2月推出，是Chiron Sport的限量版，意旨在慶祝Bugatti創立滿110週年。全車採用碳纖維車身製成，表面為消光鋼藍色。車身上還飾有鋼藍色裸碳纖維。汽車的排氣系統為消光黑色。
法國國旗的藍、白和紅亦出現在後視鏡，加油口蓋和後機翼的下側。制動卡鉗則設定為藍色。
車內採用藍色阿爾坎塔拉裝飾、座椅頭枕、座椅靠背和方向盤頂部均帶有法國國旗色彩。預計限量生產20台。
Chiron Super Sport 300+
在2019年8月2日，布加迪向參加公司110週年歐洲之旅的車主贈送了限量生產的高性能Chiron車型，稱為Chiron Super Sport 300+。該改裝車限量30輛，且非常類似於創下最高速度記錄的原型。較標準Chiron的變化包括更強大的發動機，更高的最高速度和獨特的烤漆板，其中包括帶有橙色條紋的原始碳纖維車體，與公司從前最高速度紀錄車布加迪威龍 Super Sport的美學風格相呼應。
該車由一個1,177 kW（1,600 PS; 1,578 hp）四渦輪增壓W16發動機提供動力，該引擎與Bugatti Centodieci（綽號“ Thor”）共享。這輛車帶有由銀色和黑色搪瓷製成的灰色布加迪標誌，Centodieci的排氣系統，具有更高傳動比的改進型變速箱以及針對高速空氣動力學進行了優化的前後保險槓，進而使汽車總長增加了248.9毫米（9.8英寸）。
超級運動版還將配備一個最高速度限制器，類似於標準Chiron中的速度限制器。Bugatti表示，在沒有限制器的情況下，汽車最高時速可達483公里/小時（300英里/小時）。Bugatti還將為希望在Ehra-Lessien試驗場上試乘的車主準備汽車。Super Sport 300+的標準售價為390萬美元，預計將於2021年中期交付。
Chiron Noire
布加迪宣布推出一款特别版车型——Chiron Noire，庆祝1936年布加迪Type 57SC Coupé Aero No. 57453（也被称为“La Voiture Noire”）的问世，这是对2019年限量版致敬车型“La Voiture Noire”的延续。该特别版提供两种版本，分别是Noire Élégance和Noire Sportive。此车型仅生产20辆。Chiron Noire的起售价约为330万美元，预计交付将于2020年中期开始。Chiron Noire套餐适用于入门级Chiron或Chiron Sport，额外费用为10万欧元。

## 外部連結
- 布加迪Chiron官網 （页面存档备份，存于）